# South Sioux City

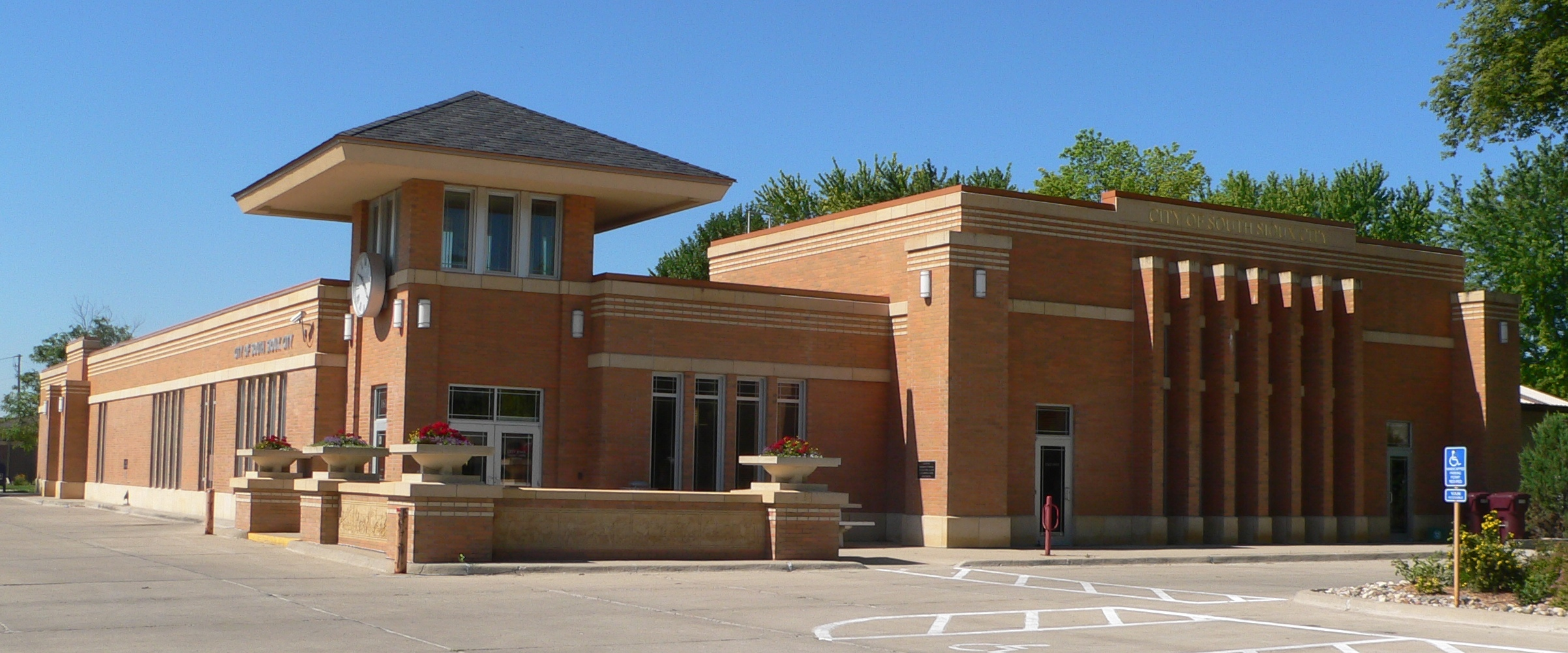
South Sioux Citys stadshus, uppfört 2003.

South Sioux City är en stad (city) i nordöstra delen av den amerikanska delstaten Nebraska, belägen vid Missourifloden i närheten av dess sammanflöde med Big Sioux River. Staden hade 13 353 invånare vid 2010 års folkräkning och är därmed den näst största staden i Dakota County, Nebraska. South Sioux City utgör en administrativt oberoende förstad till den större staden Sioux City, som ligger på andra sidan Missourifloden i delstaten Iowa, och ingår i Sioux Citys storstadsområde.

## Historia
Området befolkades av dakotaindianerna på 1700-talet, när de första franska och spanska pälsjägarna nådde området. De amerikanska utforskarna Meriwether Lewis och William Clark passerade igenom området under sin expedition 1804. 
De första nybyggarbosättningarna uppstod från 1854 och framåt. Flera städer grundades på den västra sidan av Missourifloden. Pacific City grundades 1858 men övergavs senare. Stanton grundades 1856. Covington och South Covington grundades 1857 och slogs samman 1870. South Sioux City fick stadsrättigheter 1887 och slogs ihop med Covington och Stanton 1893 under namnet South Sioux City efter en folkomröstning.

## Kända invånare
- Patricia Barber, jazzpianist och sångare, uppväxt i South Sioux City